# Dobrosin (stacja kolejowa)
Dobrosin (ukr. Добросин, ros. Добросин) – stacja kolejowa w miejscowości Dobrosin, w rejonie lwowskim, w obwodzie lwowskim, na Ukrainie. Leży na linii Lwów – Rawa Ruska – Hrebenne.
Stacja istniała przed II wojną światową.